# 살 미네오

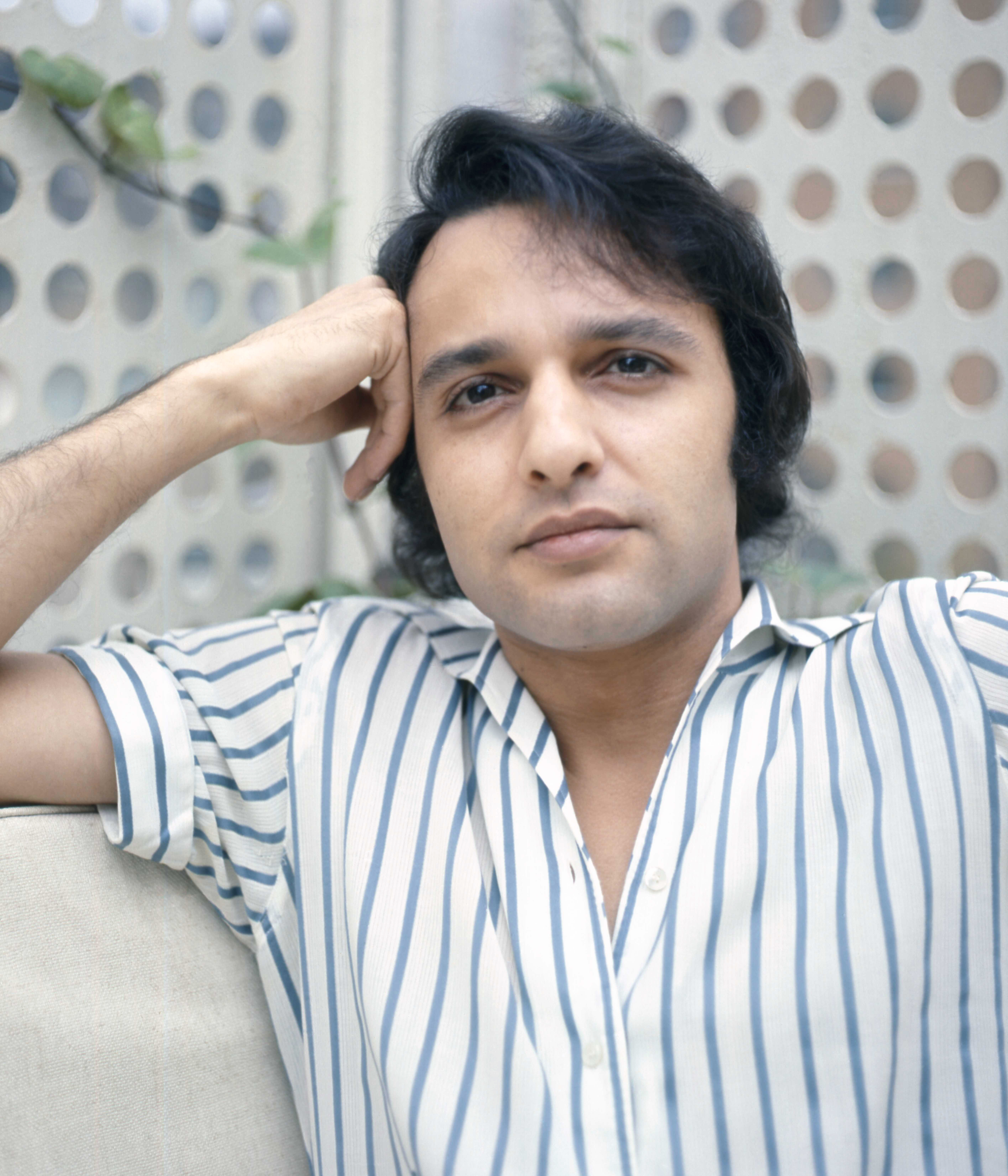

살 미네오(Salvatore Mineo, 1939년 1월 10일 ~ 1976년 2월 12일)는 미국의 영화배우, 가수, 연극 배우, 텔레비전 배우이다.
뉴욕의 이탈리아계 가정에서 태어났으며 웨스트할리우드에서 사망했다. 한 시대를 풍미한 인기 배우였으나, 연극 공연 후 집으로 돌아오는 길에 강도가 휘두른 칼에 찔려 사망하였다.

## 영화
- 특수기동대 (1975년)
- 혹성 탈출 3 - 제3의 인류 (1971년) - 마일로 박사 역
- 하와이 5-0수사대 (1968년)
- 스트레인저 온 더 런 (1967년) - 조지 블레이록 역
- 최고의 이야기 (1965년)
- 샤이안 (1964년)
- 자레인 탈출 (1962년)
- 전투 (1962년)
- 지상 최대의 작전 (1962년) - Pvt. 마티니 역
- 영광의 탈출 (1960년)
- 진 크루파 스토리 (1959년)
- 디노 (1957년)
- 거리의 범죄 (1956년)
- 상처 뿐인 영광 (1956년)
- 자이언트 (1956년) - 엔젤 오브리곤 2세 역
- 이유없는 반항 (1955년)